# Havírna (Černé Voděrady)
Havírna je chatová osada, která patří k obci Černé Voděrady, okres Praha-východ. Nachází se 35 kilometrů jihovýchodně od centra Prahy a 13 kilometrů jihovýchodně od města Říčany.

## Historie
Název Havírna je odvozen od havířů, kteří v osadě žili a ve štole Karolina těžili měděnou rudu. V 60. letech 20. století mělo dojít k obnově těžby, nakonec však nebyla zahájena. Jáma byla zasypána. Na území osady se nacházel i kamenolom, dnes se zde však nic netěží.

## Lokace
Osada Havírna patří pod katastrální území obce Černé Voděrady, obcí s pověřeným obecním úřadem je město Kostelec nad Černými lesy a obec s rozšířenou působností je město Říčany. Přibližně 1,4 kilometru od Havírny leží stanice autobusu Stříbrná Skalice, Propast, kde jezdí linka PID 382 ze stanice Praha, Háje do zastávky Sázava, autobusová stanice. Ze silnice III/1085 vede do osady místní komunikace v dezolátním stavu. Západovýchodním směrem vede přes Havírnu zeleně značená pěší turistická trasa od Říčan a Voděradských bučin do Oplan. Havírnou protéká Zvánovický potok, jenž se nedaleko, avšak mimo osadu, vlévá do Jevanského potoka. Osada je ze severu a z jihu obklopena poli a loukami, z východu a západu lesy.

## Obyvatelé
Většinou zde pobývají chataři z Prahy a okolí, ale několik rodin zde má trvalé bydliště. Místní obyvatelé, jak dospělí, tak i děti, se zapojují do mnohých akcí, jednou z nich je Pohádkový Hradec, akce pro malé děti. Domy a chaty jsou převážně jedno- až dvoupatrové, je jich celkově 162.

## Fauna a flóra
Díky hvězdárně v nedalekém Ondřejově v okolí nesmí být žádný průmysl, a proto je zde velmi čistý vzduch. V Havírně a přilehlých oblastech rostou smíšené lesy, v nichž mohou houbaři najít mnoho druhů hub, například pravé hřiby či lišky. V roklích žijí početná stáda divokých prasat či srnek. Dále na polích a v lesích žijí například daňci, lišky, zajíci, ježci, ještěrky, dravci, šplhavci, pěvci; byl zde dokonce několikrát pozorován bílý jelen. U kamenolomu žijou zmije, můžeme zde však pozorovat i užovky a slepýše.

## Turistické zajímavosti v okolí
- Restaurace Na Propasti leží na břehu stejnojmenného rybníka přímo u autobusové stanice Stříbrná Skalice, Propast. Vaří tu tradiční českou kuchyni a několikrát za rok tam probíhají zvěřinové hody a podobné akce. Je zde i možnost ubytování.[6] Na venkovním pódiu, ale i ve vnitřním sálu vystupuje každý rok mnoho kapel. V létě zde čtyřikrát až pětkrát vystupuje Petr Janda s přáteli v kapele Souseďanka, někdy je podpoří dcera Marta Jandová.[7] Na koncerty, kde je vstupné dobrovolné, chodí několik set lidí.
- Voděradské bučiny jsou národní přírodní rezervace o rozloze 681 ha. Toto území je pokryto rozsáhlými bukovými a smíšenými lesy. Lze zde pozorovat stopy po dlouhodobém působení ledu a mrazu. V bučinách je rozmanitá fauna i flóra včetně několika ohrožených druhů.[8] Na jednom z vrcholů se nachází žulový útvar zvaný Čertova hlava. Byla vyslovena hypotéza, že snad šlo o pradávné obětiště či věštírnu.[9]
- Na polích mezi Havírnou a Černými Voděrady se natáčelo mnoho scén do seriálu Temný Kraj.[10] Hlavní dějová linie se odehrává v nedalekých Konojedech.
- Mlecí kameny jsou žulové válce téměř pravidelného tvaru o průměru 120 centimetrů. Leží u areálu Lesních Lázní Zvánovice. Jejich význam ani účel nejsou známy, panují o tom pouze domněnky. Jde o jediné takové naleziště na území České republiky.[11]
- Astronomický ústav AV ČR v Ondřejově patří mezi nejdůležitější hvězdárny na světě. K výzkumu hvězd, hvězdných systémů a výbuchů nov slouží největší dalekohled v České republice.[12]

## Zajímavosti
- Nedaleko Propasti bydlí v rodinném domě zpěvák, skladatel a zakladatel Olympicu Petr Janda se svou manželkou a dvěma dcerami.
- Každoročně se v Havírně koná pálení čarodějnic. Na místním „hřišti" se pořádá volejbalový a nohejbalový turnaj Havírna CUP.
- Nedaleko Černých Voděrad v roce 1954 nouzově přistál letoun Lisunov Li-2. Nehoda se obešla bez obětí.[13]

## Fotogalerie

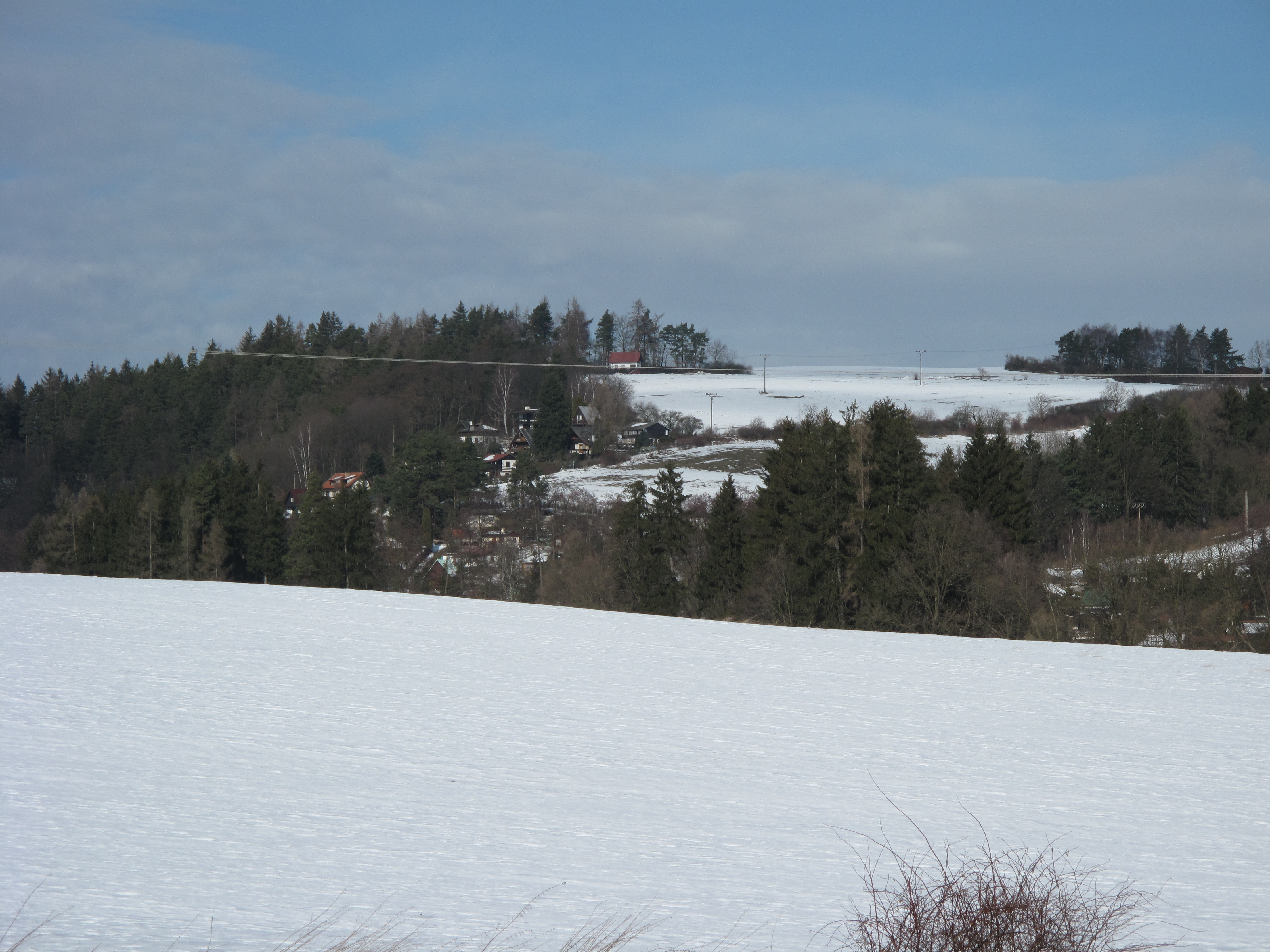
Zasněžené kopce kolem Havírny
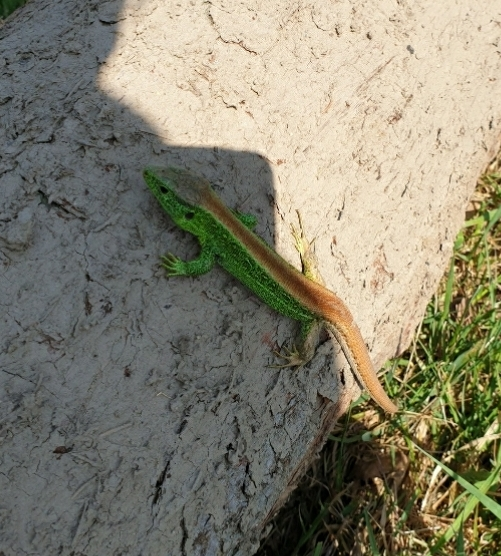
Samec ještěrky obecné
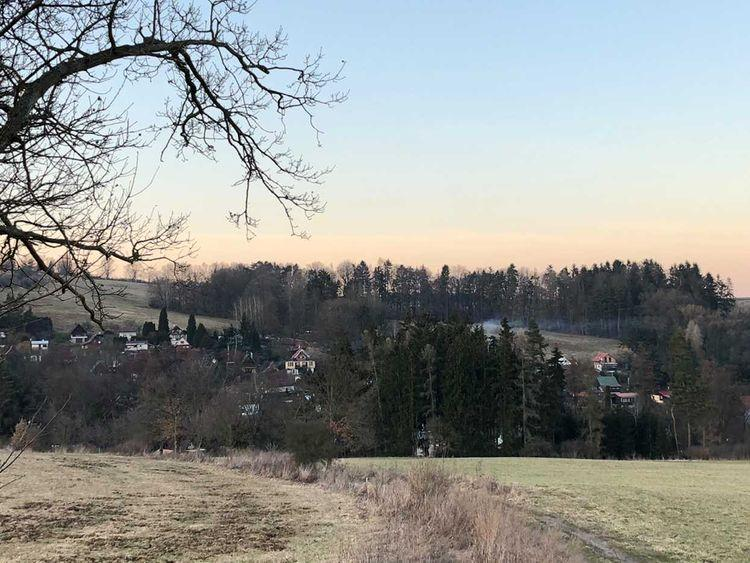
Foceno od posedu za potokem, pohled z jihu